# Resolució (dret internacional)
Una resolució és el reconeixement formal dels actes d'una organització internacional mitjançant els quals aquesta manifesta formalment les seves opinions. El contingut de les resolucions pot ser molt variat, des d'aquelles que contenen autèntiques decisions fins a les que es limiten a expressar una recomanació o opinió. Les resolucions poden ser adoptades per aclamació o assentiment en aquells casos en els quals són aprovades sense que els estats participants facin una manifestació expressa de voluntat; per votació majoritària, que pot ser de majoria simple o de majoria qualificada per una determinada proporció dels vots afirmatius en relació amb el nombre de representants d'estats presents i votants en el moment de la votació; o per consens que es produïx quan els representants dels Estats acorden, en negociacions prèvies, que s'adopti una resolució sense sotmetre-la a votació, amb independència que puguin mantenir determinades discrepàncies sobre aspectes concrets del seu contingut.